# Estación de Foneria
La estación de Foneria es una estación de la línea 10 del metro de Barcelona que está ubicada en el paseo de la Zona Franca, entre la calle de la Foneria y la plaza de la Marina de Sants. Tiene dos accesos en el p.° de la Zona Franca. La estación tiene ascensores y escaleras mecánicas. Se abrió al público el 8 de septiembre de 2018.
| << cabecera                    | < estación | línea | estación >            | cabecera >>    |
| ------------------------------ | ---------- | ----- | --------------------- | -------------- |
| Metro                          |            |       |                       |                |
| ZAL \| Riu Vell Pratenc (20??) | Foc        |       | Ciutat de la Justícia | Collblanc Gorg |